# Саляк Йосип Іванович
Йо́сип Іва́нович Саля́к (*29 липня 1928 — †12 лютого 2006) — доцент, декан електромеханічного факультету Львівської політехніки, автор наукових статей і підручників.

## Життєпис
Народився і виростав у селищі Нижанковичі (Старосамбірський район, Львівська область). Закінчивши середню школу, вступив до Львівського політехнічного інституту. 1955 р. захистив кандидатську дисертацію, а через рік отримав звання доцента. Завідував кафедрою електричних машин, був деканом електромеханічного факультету, проводив наукові дослідження. За його ініціативою на факультеті відкрили нову спеціальність — «світлотехніка і джерела світла». Результати наукових досліджень друкував у всесоюзних та республіканських журналах. За своє життя опублікував 197 наукових статей, отримав 16 авторських свідоцтв за винаходи, написав 2 підручники. Під його керівництвом захищено дві кандидатські дисертації, десятки дипломних робіт.
Був чудовим сім'янином, з дружиною Неонілою виховали сина Богдана та дочку Олю.
Похований у Нижанковичах.